# З
З, з (название: зэ) — буква всех славянских кириллических алфавитов (девятая в русском, белорусском, сербском и македонском, восьмая в болгарском и десятая в украинском и русинском); используется также в алфавитах некоторых неславянских языков, где на её основе были даже построены новые буквы, наподобие Ҙ. В старо- и церковнославянской азбуках называется «земля́» и является восьмой по счёту; в кириллице выглядит как  (Z-образная форма — более древняя) и имеет числовое значение 7, в глаголице выглядит как  и имеет числовое значение 9. Кириллическая форма происходит от греческой буквы дзета (Ζ, ζ); глаголическая, вероятно, тоже (хотя есть и другие гипотезы).
В произношении буква З очень рано совпала с буквой «зело» Ѕ, которая употреблялась гораздо реже. При введении гражданского шрифта буква З была первоначально (1708) исключена из русской азбуки в пользу буквы Ѕ, но во второй версии шрифта (1710) буква З была восстановлена. Буква Ѕ была отменена Академией наук в 1735 году.

## Произношение
В русском языке означает свистящие звуки [з] или [з'] (перед е, ё, и, ю, я, ь и некоторыми мягкими согласными); в конце слов и перед глухими согласными оглушается в [с] или [с'] соответственно (туз [тус], сказка [скаска], мазь [мас'], кузька [кус’ка]). Перед шипящими уподобляется им: без жены (бе[ж-ж]ены), низший (ни[шш]ий) и т. п. Сочетания зч, здч читаются так же, как щ, то есть как долгое мягкое [шш']: извозчик (изво[шш']ик), звёздчатый (звё[шш']атый).
В других славянских языках в целом чтение буквы З аналогичное; основные отличия могут состоять в меньшей распространённости оглушения [з] в [с] и в чтении сочетания дз не в два звука, а как единое целое — в виде звонкой аффрикаты, па́рной к глухой ц.

## Правописание приставок оканчивающихся на з или с
Русская орфография, в целом этимологическая, даёт одну из немногих уступок произношению при правописании приставок, оканчивающихся на з или с. Правила их написания восходят к старославянским и несколько раз менялись. В частности, были следующие системы.

### Современная русская орфография
Приставка с- не изменяется; прочие приставки (без-, вз- (воз-), из-, низ-, раз-, чрез- (через-)) имеют з перед гласными и звонкими согласными, но с перед глухими согласными. (Слово близстоящий считается имеющим два корня, а не приставку, а потому данному правилу не противоречит.)

### Дореволюционная русская орфография
Приставки с-, без- и чрез- (через-) не изменяются; прочие приставки (вз- (воз-), из-, низ-, раз-) имеют з перед гласными и звонкими согласными, а также перед с, но с перед прочими глухими согласными.

### Церковнославянская орфография (с серединыXVII века)
Приставки с-, без-, чрез- (через-) и низ- не изменяются (исключение: глагол згарати, хотя сгорѣти); приставки вз- (воз-), из- и раз- имеют з перед гласными и звонкими согласными, а также перед с и ш, но с перед прочими глухими согласными. В некоторых изданиях з не меняется на с также перед ц и ч, но формально это считается ошибкой.

## Диграфы
Буква З входит в состав диграфа дз (в белорусском, украинском, а также некоторых других языках), обозначающего звонкую аффрикату [d͡z], составляющую пару с глухой [t͡s], обычно обозначаемой буквой Ц. В системе Палладия китайско-русской практической транскрипции используется сочетание цз для передачи китайской полузвонкой аффрикаты.

## Двоякое начертание буквы З в церковнославянских книгах
К началу книгопечатания у восточных славян буква З существовала в нескольких начертаниях, среди которых достаточно чётко различались З-образное и Ꙁ-образное. Это различие в некоторых течениях письменной традиции (особенно на Украине) приобрело орфографическое значение: знак З употреблялся в начале слов, а Ꙁ в середине и в конце (ср. с подобным же разграничением двух форм изображения буквы Д). Оба варианта присутствовали в шрифтах Ивана Фёдорова, хотя он употреблял их достаточно произвольно. Позднейшие же украинские церковнославянские издания, вплоть до конца XIX века, соблюдали данное различие весьма строго, что является одним из их характерных отличий от изданий великорусских. В последних различие литер З и Ꙁ наблюдалось до середины XVIII века, но в более мягкой форме: Ꙁ-образный знак встречался большей частью в качестве второй буквы из двух рядом стоящих З (возꙁвати, безꙁаконникъ и т. п.), а все остальные буквы З печатались З-образно.

## Таблица кодов
| Кодировка    | Регистр   | Десятич- ный код | 16-рич- ный код | Восьмерич- ный код | Двоичный код      |
| ------------ | --------- | ---------------- | --------------- | ------------------ | ----------------- |
| Юникод       | Прописная | 1047             | 0417            | 002027             | 00000100 00010111 |
| Юникод       | Строчная  | 1079             | 0437            | 002067             | 00000100 00110111 |
| ISO 8859-5   | Прописная | 183              | B7              | 267                | 10110111          |
| ISO 8859-5   | Строчная  | 215              | D7              | 327                | 11010111          |
| КОИ-8        | Прописная | 250              | FA              | 372                | 11111010          |
| КОИ-8        | Строчная  | 218              | DA              | 332                | 11011010          |
| Windows-1251 | Прописная | 199              | C7              | 307                | 11000111          |
| Windows-1251 | Строчная  | 231              | E7              | 347                | 11100111          |

В HTML прописную букву З можно записать как &#x0417; или &#1047;, а строчную з — как &#x0437; или &#1079;.
В версии Юникода 5.1 старославянская Z-образная «земля» отделена от современной З, ей присвоены коды U+A640 и U+A641 (Ꙁꙁ).